# Dobřichov
Dobřichov település Csehországban, a Kolíni járásban. Dobřichov Vrbová Lhota, Plaňany, Radim, Pečky, Ratenice és Cerhenice településekkel határos. Lakosainak száma 780 fő (2024. január 1.).

## Népesség
A település lakosságának változását az alábbi diagram mutatja:
| Lakosok száma | 523  | 714  | 948  | 836  | 730  | 763  | 765  | 753  | 769  | 780  |
|               | 1869 | 1890 | 1921 | 1950 | 1980 | 2001 | 2017 | 2019 | 2022 | 2024 |